# Ukha
Ukha (tiếng Nga: уха ) là một loại món súp của Nga , được chế biến từ nhiều loại cá khác nhau như cá tráp, cá trê, cá pike phương bắc, hoặc là cá ruffe. Các loại rau củ gồm rễ mùi tây, tỏi tây, khoai tây, nguyệt quế , thì là, ngải giấm và mùi tây xanh. Các gia vị gồm hạt tiêu đen, nghệ tây. Món súp có nguồn gốc từ văn hóa của những người cưỡi ngựa trên thảo nguyên Cossack và món súp này hầu như gắn liền với vùng Sông Đông của Nga 

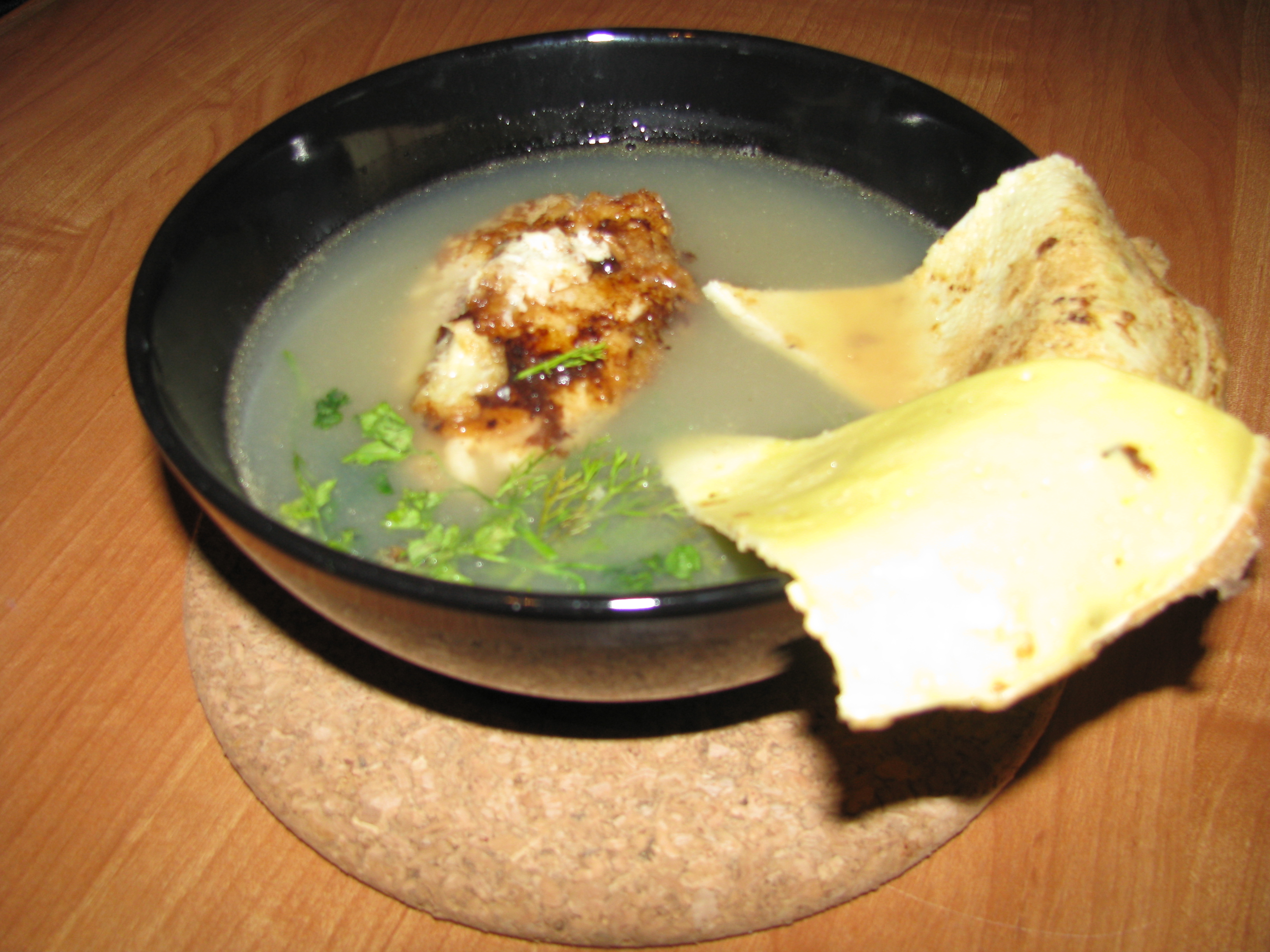
Một biến thể của món súp ukha (Tiếng Nga: опеканная уха) làm từ cá sốt sa tế.

Trong khi ukha là một món cá được nấu với nước dùng, thì việc gọi nó là súp cá có thể không hoàn toàn chính xác. "Ukha" bắt đầu được sử dụng như một thuật ngữ cho nước dùng nấu từ cá trong Ẩm thực Nga vào cuối thế kỷ 17 đến đầu thế kỷ 18. Trong thời gian trước đó, thuật ngữ này dùng để chỉ nước dùng làm từ thịt dày, và sau đó là thịt gà. Bắt đầu từ thế kỷ 15, cá ngày càng được sử dụng nhiều hơn để chế biến ukha, do đó tạo ra một món ăn có hương vị đặc biệt trong các món súp. Vào thế kỷ 19, nhiều du khách đến thăm Nga đã khẳng định ukha là một trong những món ăn ngon nhất trong ẩm thực Nga.
Rau ít khi được dùng để chế biến ukha. Thực tế, trong ẩm thực Belarus cổ điển, ukha chỉ đơn giản là một loại nước luộc cá đậm đà ăn kèm với bánh cá. Ngày nay, nó thường là một món súp cá, nấu với khoai tây và các loại rau khác. Nhiều loại cá nước ngọt có thể được sử dụng thay thếcá nước mặn. Cá tươi mang lại hương vị tốt nhất cho món ăn, và vì vậy nếu sử dụng cá đông lạnh, tốt hơn là không nên rã đông.